# Pakistanische Atomenergiekommission
Die Pakistanische Atomenergiekommission (PAEC) ist eine unabhängige Regierungsbehörde, die sich mit der Erforschung und Entwicklung der Kernenergie, der Förderung der Nuklearwissenschaft, der Energieeinsparung und der friedlichen Nutzung der Kerntechnik in Pakistan befasst. Sie wurde 1956 gegründet und hat seitdem die umfassende Entwicklung der nuklearen Infrastruktur in Pakistan überwacht. Die PAEC hat Institutionen zur Entwicklung der Lebensmittelbestrahlung, nuklearmedizinischen Strahlentherapie zur Krebsbehandlung und anderen Bereichen etabliert. Sie organisiert Konferenzen und leitet Forschungsprojekte an führenden Universitäten. Die PAEC war auch wissenschaftlicher Forschungspartner und Sponsor des Europäischen Kernforschungszentrums (CERN) seit den 1960er Jahren. Ab 2001 wurden die Aufgaben der zivilen Bundesaufsichtsbehörde, die atomare Strahlung, Entwicklung von Kernwaffen und deren Erprobung kontrollierte, von der Nuclear Regulatory Authority (NRA) und der National Command Authority übernommen.